# Rite Aid
Rite Aid est une chaîne de pharmacies américaine. Elle possède près de 4 700 points de vente en 2011.
Ses principaux concurrents sont CVS Caremark et Walgreens.

## Histoire
En février 2015, Rite Aid annonce l'acquisition de EnvisionRx, une pharmacy benefit management (en), sorte de mutuelle médicale, pour 2 milliards de dollars.
En octobre 2015, Walgreens acquiert pour 9,4 milliards de dollars Rite Aid, qui possède alors près de 4 500 pharmacies pour environ 90 000 employés et est surtout présente dans le nord-ouest des États-Unis. À la date de la transaction, Walgreens possède 13 200 pharmacies pour un chiffre d'affaires de 76,4 milliards de dollars. Dans le cadre de cette opération, pour satisfaire aux exigences des autorités de la concurrence, 850 magasins Rite Aid sont vendus à Fred's, une entreprise de distribution pharmaceutique de relative petite taille. En janvier 2017, Rite Aid consent à une réduction du prix de son acquisition à 6,8 milliards de dollars, à la suite de l'opposition des autorités de la concurrence. En juin 2017, Walgreens annonce l'annulation l'opération, de par l'opposition des autorités de la concurrence, pour à la place acquérir 2 186 pharmacies sur les 4 600 que compte Rite Aid, pour 5,18 milliards de dollars. Rite Aid recevant cependant une compensation de 325 millions de dollars pour l'annulation de l'opération précédente.
En février 2018, Albertsons annonce l'acquisition de Rite Aid par échange d'action, entreprise qui possède alors environ 2 500 pharmacies. Albertsons gère au même moment 1 800 pharmacies en plus de ses 2 300 supermarchés. Dans cette opération, Albertsons annonce vouloir passer ses pharmacies sous la marque Rite Aid, ce qui créerait un nouvel ensemble regroupant environ 4 350 pharmacies. En août 2018, Albertsons et Rite Aid annoncent l'abandon de l'opération d'acquisition.